# 黃展忠
黃展忠（1968年11月5日—），中國已退役男子羽球運動員。
1991年，黃展忠與鄭昱閩一起贏得丹麥羽球公開賽男子雙打冠軍。1993年，兩人贏得韓國羽球公開賽男子雙打冠軍。1994年，他與蔣欣一起贏得中國羽球公開賽男子雙打冠軍。1995年，兩人又贏得泰國羽球公開賽男子雙打冠軍，並在中國羽球公開賽衛冕成功。
1995年，黃展忠代表中國贏得蘇迪曼盃冠軍。